# Săpunăriță
Săpunărița, ciuinul roșu, odogaciul, săpunul popii, floarea călugărului sau floarea de săpun (Saponaria officinalis) este o plantă medicinală, perenă din familia Caryophyllaceae.

## Descriere

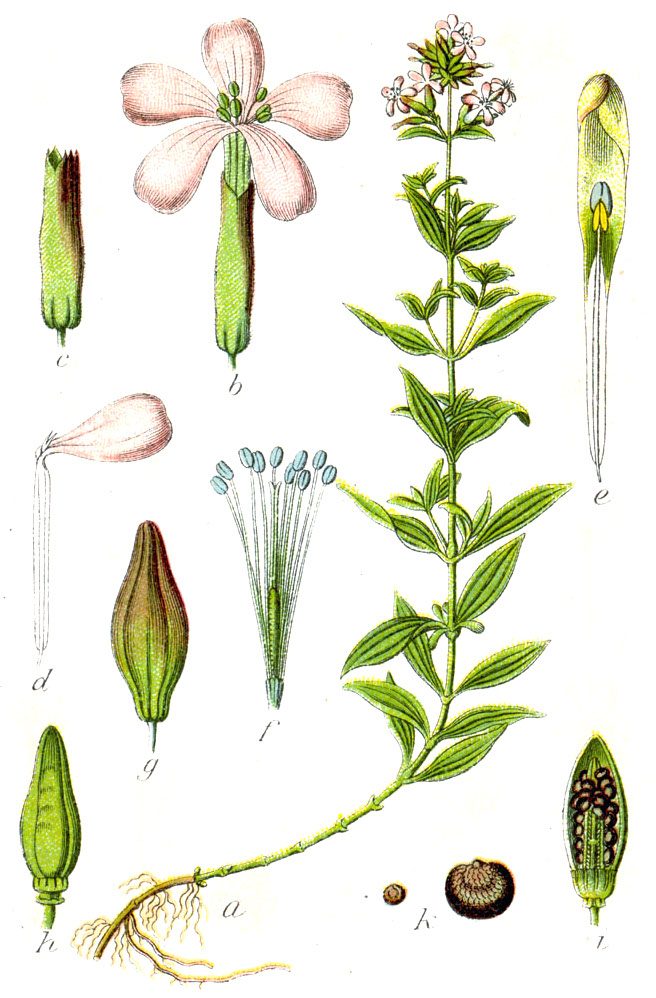
Morfologia

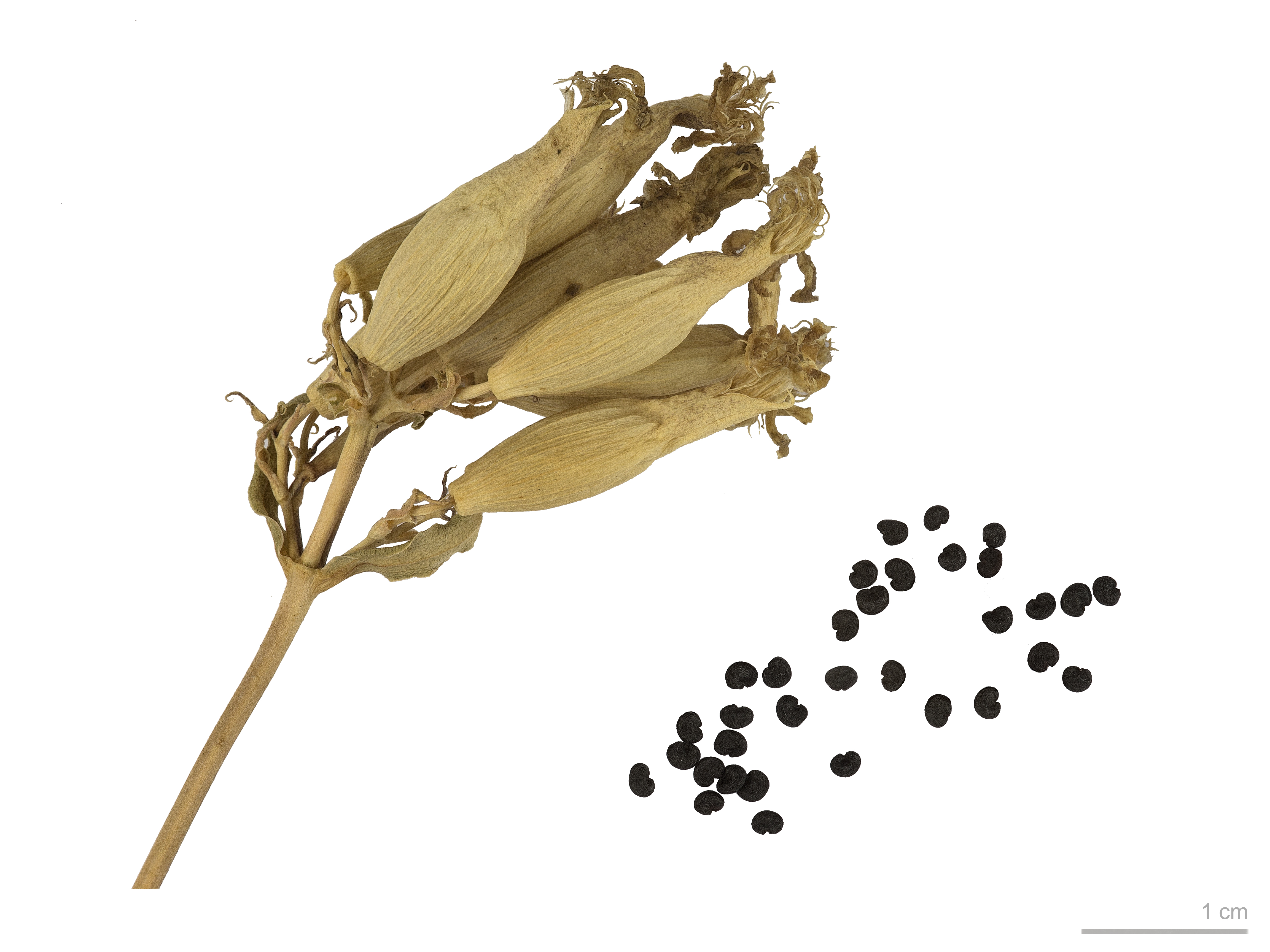
Saponaria officinalis

Săpunărița este o plantă cu un rizom târâtor, în pământ. Tulpina are 70 cm - 1 m și prezintă noduri umflate, ramificate în partea superioară.
Florile au 5 petale, de culoare roz sau albă. Petalele sunt libere, sepalele sunt unite. Fiecare petală are spre exterior o expansiune foliacee (unguiculă). Săpunărița înflorește în lunile iunie-septembrie.
Frunzele sunt eliptice, opuse, au 3 nervuri pe partea inferioară.
Fructul este o capsulă.

## Răspândire
Săpunărița crește pe marginea drumurilor, pe lângă garduri, râuri, prin lunci, în locuri nisipoase. Este răspândită în zona de deal și de șes.

## Utilizare
Se recoltează în al doilea an de vegetație, luna august: rizomul cu stolonii și rădăcinile ce pornesc de pe rizom (Saponariae rubrae radix). Are gust dulceag mucilaginos - amărui și conține saponozide triterpenice (saporubină) care duc la micșorarea tensiunii superficiale, modifică permiabilitatea membranei celulare, cresc secrețiile bronșice și biliare. Extractul apos, decoctul (1,5%) sau infuzia (0,5-1,5%) se folosesc ca expectorant, depurativ, diuretic, antireumatic. Extern, decoctul se folosește în faringite, în dermatoze sau clisme contra oxiurilor. Produsul este iritant al mucoasei gastrointestinale și provoacă vome, diaree, gastroenterite.

## Sinonime

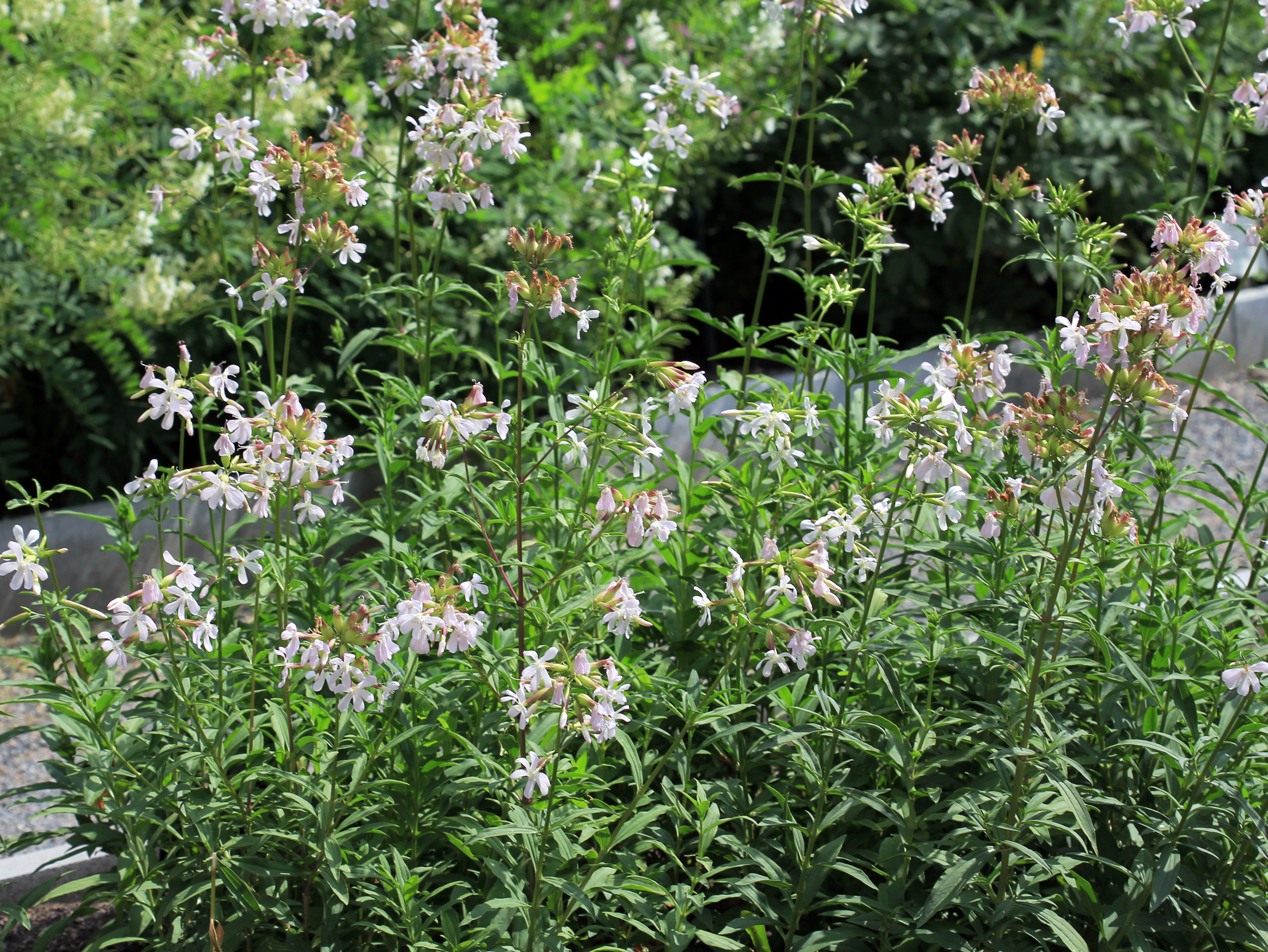
In Prague Botanical garden

- Lychnis officinalis (L.) Scop., Fl. Carniol., ed. 2, 1 : 303. 1771.
- Bootia saponaria Neck., Hist. & Commentat. Acad. Elect. Sci. Theod.-Palat., 2 : 484. 1770.
- Bootia vulgaris Neck., Delic. Gallo-Belg., 1 : 193. 1768.
- Saponaria alluvionalis Des Moul., Oesterr. Bot. Z., 17 : 390. 1867.
- Saponaria hybrida Mill., Gard. Dict., ed. 8 : n° 2. 1768.
- Saponaria officinalis var. glaberrima Ser., Prodr. (DC.) 1: 365. 1824.
- Saponaria officinalis var. puberula Syme ex Rouy & Foucaud, Fl. Fr., 3 : 152. 1896.
- Saponaria vulgaris Pall., Reise Statth. Russ. Reich., 3 : 655. 1776.
- Saponaria vulgaris Bubani, Fl. Pyr. 3: 83. 1901, nom. illeg. non Pall. (1776).
- Silene saponaria Fr. ex Willk. & Lange, Bot. Not., 1842 : 10. 1842.